# 阮文孝 (中將)
阮文孝（1929年6月23日—1975年4月8日），是越南共和國陸軍的少將，死後追授中將軍銜。天主教徒。他生於中華民國天津市，1949年國共內戰之後隨越南血統的父母搬到西貢。曾任師長、副軍長、輔佐副總統的反腐副部長等職務。於1975年4月8日在邊和身亡。
遺體其後下葬於邊和軍隊義莊，杜高智中將墓旁邊。

## 早年經歷
阮文孝1929年6月23日出生于中国天津，父親阮文向來自越南北寧，母親阮氏嚴來自越南河東。1933年阮文孝的父親打算回到越南，途經上海時，在上海法租界警察局找到了一份工作。阮文孝在上海就读于上海法國學院（Collège Français de Shanghai），並於1948年取得數學學士學位。在震旦大學（L'université l'Aurore de Shanghai）學習了一年理科後，由於中國共產黨接管了上海，1949年阮文孝和家人回到越南西貢。因爲成長在一個國際性的環境中，阮文孝掌握了法語、英語、德語和三種漢語：上海話、廣州話和官話。
1950年全家搬到河內。

## 越南國軍
1950年，響應國長保大動員令，阮文孝應徵入伍，編號：49/300.479。進入1950年11月5日開學的大叻聯軍軍事學校第三期“陳興道”學習。1951年6月25日，他以第二名的成績畢業，軍銜現役少尉。然而，因爲患有肺結核，不得不在河內拉納桑醫院進行了兩年的康復治療。1953年初，阮文孝出院，於1953年7月1日晉升為中尉。1954年阮文孝被調至南方，分配到總參謀部第三司，司長陳文敦上校手下。1955年4月1日，阮文孝被晉升爲上尉。

## 越南共和國軍
1955年底，越南國軍改組爲越南共和國軍後，阮文孝繼續在總參謀部服役了一段時間。1957年8月中旬，他被晉升爲少校，並調任第一軍司令部第三司副司長，由陳文敦中將擔任軍團司令（軍長）。1962年8月1日，他被任命爲第一軍第三司司長，由黎文嚴少將擔任軍團司令。
1963年初，阮文孝被派往美國堪薩斯州萊文沃思堡的指揮參謀學院學習高級指揮參謀課程，5月10日畢業回國。同年6月1日，他晉升爲中校，並被任命爲第一步兵師參謀長，由杜高智上校擔任司令（師長）。1963年11月11日（政變后），將第一師參謀長一職移交給尊室騫（Tôn Thất Khiên）中校，隨後他被任命爲第一軍參謀長，接替擔任第一師司令的陳清風上校。

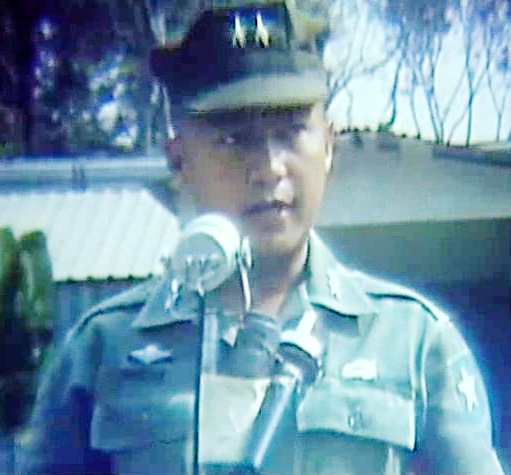
1970年，阮文孝中將

1964年1月1日，阮文孝被調到由杜高智中將擔任司令的第二軍，擔任軍團參謀長。同年9月7日，他被任命爲第22步兵師司令，接替回到中央擔任軍事安全署監督的齡光園少將。同年10月24日，阮文孝將第22師移交給阮春盛上校，然後被調回第二軍，重新就任參謀長。

## 評價
與阮文孝一同就讀於大叻軍校第三期的同學，都對他印象頗佳。黃春覽中將指出：“他（阮文孝）性格平和，爲人忠誠，討人喜歡。“陳興道”（指第三期）的同學們都很喜歡他，在同學年會或是戰局回顧會上都留下了許多美好的回憶。”呂夢蘭中將回憶在大叻軍校初遇阮文孝時：“我注意到了孝，因爲他的口音像是西方人說的越南語一樣不正宗，聽起來很奇怪。我發現他又和善又謙虛，於是立刻對他產生了好感……孝的學習非常好。”
2002年1月14日，原越南共和國第18步兵師師長黎明島少將與阮文孝的弟弟阮文信通話時稱：“孝是越南共和國軍隊中一位出色和清廉的將軍，他的孩子們和弟弟妹妹們應該爲有這樣的一位家人而自豪。”

## 家庭
阮文孝的父親阮文向1903年出生於越南北寧，1921年獲得文憑（[Diplôme d'Études complémentaires franco-annamites] 错误：{{Lang-xx}}：參數 |links= 和 |link= 衝突（帮助））後前往中華民國天津市尋找工作，1925年與來自越南河東的阮氏嚴結婚。
1954年阮文孝與在河內療養時認識的范氏秋紅（Phạm Thị Thu Hường）在河內結婚。

## 榮譽
- 三等保國勳章
- 帶楊柳枝的英勇配星

## 外部連結
- Major General Hieu, ARVN (frame) （的存檔，存档日期2022-03-31.）
- 鏡像站：General Hieu's page （页面存档备份，存于）